# Ola musical de Merseyside (punk y new wave)
La Ola musical de Merseyside (punk y new wave) surge en 1976, con la fiebre del punk impulsada por los Sex Pistols, y animada por Deaf School. Merseyside, con su capital Liverpool, sería escenario del segundo movimiento más creativo de la escena musical local. Este movimiento se dividiría en 2: punk, el que duraría de 1976 hasta 1978, y new wave, que aparece al mismo tiempo y se extiende a los años ochenta.
El centro principal del movimiento estaría en el Club de Eric, en la ciudad de Liverpool. Liverpool había originado a los Beatles, el boom musical y cultural más grande de los años sesenta. Pero a comienzos de los años setenta, el club The Cavern, donde tocaba esta banda (ya separada), había cerrado. Se dice que después del cierre, sólo quedaban los clubes gays.
En 1976, se abre el Club de Eric. En este lugar se originarían bandas que saltarían al éxito con el paso de los años: OMD, Dalek I Love You, Wah! y otros.

## Músicos destacados
- Julian Cope
- Pete Wylie
- Ian McCulloch
- Ian Broudie
- Bill Drummond
- Holly Johnson
- Paul Rutherford

- Datos: Q6049605